# Rhodolaena altivola
Rhodolaena altivola är en tvåhjärtbladig växtart som beskrevs av Thou.. Rhodolaena altivola ingår i släktet Rhodolaena och familjen Sarcolaenaceae. Inga underarter finns listade i Catalogue of Life.